# Пилипчук Петро Пилипович
Пилипчу́к Петро Пилипович (13 жовтня 1947, с. Тернавка, Ізяславський район, Хмельницька область, Українська РСР, СРСР — 18 грудня 2022) — український правник; Голова Верховного Суду України з 23 грудня 2011 року по 18 квітня 2013.

## Біографія
1973 — закінчив юридичний факультет Харківського юридичного інституту за спеціальністю «Правознавство». Обраний народним суддею Дзержинського районного народного суду Харкова.
1976 — обраний суддею Харківського обласного суду.
1980—1983 — заступник начальника відділу юстиції Харківського облвиконкому.
1983—2002 — суддя Верховного Суду УРСР, суддя Верховного Суду України.
2002 — обраний заступником голови Верховного Суду України.
2004 — обраний 1-м заступником голови Верховного Суду України.
Серпень 2010 — грудень 2011 — суддя Верховного Суду України.
23 грудня 2011 — обраний головою Верховного Суду України.
13 вересня 2012 — подав заяву про відставку в зв'язку з досягненням 13 жовтня 2012 граничного віку перебування на посаді судді
18 квітня 2013 року — звільнений з посади голови Верховного Суду у зв'язку з досягненням граничного віку перебування на посаді судді, відповідно до постанови Верховної Ради України.

## Нагороди
- Орден князя Ярослава Мудрого V ст. (27 червня 2013) — за значний особистий внесок у державне будівництво, соціально-економічний, науково-технічний, культурно-освітній розвиток України, вагомі трудові здобутки та високий професіоналізм[2]
- Орден «За заслуги» I ст. (20 січня 2010)[3], II ст. (4 жовтня 2007)[4], III ст. (15 грудня 2005)[5]
- Заслужений юрист України (12 грудня 1995) — за особисті заслуги у здійсненні правосуддя, значний внесок у забезпечення захисту прав і свобод громадян[6]
- Почесна грамота Верховної Ради України.
- Суддя вищого кваліфікаційного класу.